# 真情相對
《真情相對》是愛爾蘭男子音樂組合西城男孩的第6張錄音室專輯，於2005年10月31日透過S唱片、Sony BMG唱片發行。
專輯評價褒貶不一，評價稱讚組合的演唱功力並批評專輯收錄太多翻唱歌曲。商業表現方面，專輯獲頒國際唱片業協會歐洲白金唱片認證，累計售出100萬份。

## 製作與發行
「真情相對（Face to Face）」的由來取自組合缺席數年又回到與聽眾會面的場合，和前作相比，《真情相對》更加流行。全專共11首歌，其中真情守候、當你說愛我、她回來了、亡命之徒和此生皆是翻唱歌曲。翻唱自作品的真情守候作為專輯首單於2005年10月24日推出，後續單曲當你說愛我、愛的驚奇分別在2005年12月12日、2006年2月20日發行。
專輯於2005年10月31日透過S唱片、Sony BMG唱片發行。歐洲版加收Maybe Tomorrow。隔年2月8日，日本版《真情相對》發行，除了有歐洲版加曲Maybe Tomorrow之外，還加收我們的世界、為愛而飛、親親吾愛不插電版本。為宣傳專輯，組合舉辦了真情相對巡演，其中還包含了中國大陸與台灣。

## 專業評價
| 評論得分             | 評論得分 |
| 來源                 | 評分     |
| -------------------- | -------- |
| AllMusic             | [ 11 ]   |
| 《Entertainment.ie》 | [ 18 ]   |
| 《曼徹斯特晚報》     | [ 19 ]   |

專輯的評價毀譽參半。AllMusic的彼得·弗思羅普（Peter Fawthrop）從滿分5星中給予專輯3顆星評價，他認為團隊不思進取，盡是在專輯內放入一堆翻唱，這些歌不僅有一堆人翻唱過，西城男孩的版本也沒好到哪去。但他也稱讚其中幾首原創歌曲，尤其是改變心意。《曼徹斯特晚報》的保羅·泰勒（Paul Taylor）則給予4顆星，泰勒評價組合強勢回歸且是一次完美的蛻變，他們在更柔和更戲劇的歌曲上表現最好。
安德魯·林奇（Andrew Lynch）為《Entertainment.ie》撰文時給予專輯1/5顆星，他表示《真情相對》沒啥好討論的，甚至比前作更無趣乏味，雖說新製作人史蒂夫·麥克和他的歌詞才華要負些責任，但主要問題出在四位成員與他們的超低水準。《IZM》的趙伊瑟（조이슬）認為組合忠實原作並用完美和聲詮釋的翻唱風格令人耳目一新，尤其是在新製作人史蒂夫·麥克的手下，但伊瑟也批評回歸早期風格的保守決定，這無疑是在加深對少年組合的偏見。組合還憑藉專輯獲頒娜歐蜜獎最爛國際專輯和最爛組合。

## 商業成績
《真情相對》首周空降爱尔兰专辑榜、英國專輯榜冠軍，年終排名第4和第6，並被愛爾蘭唱片音樂協會、英国唱片业协会賦予8白金、4白金唱片認證。除了在爱尔兰、英國取得優異成績，專輯還拿下《告示牌》Eurochart Hot 100第5名，在歐洲累計售出100萬份，獲頒國際唱片業協會白金唱片認證。

## 曲目列表
| 一般版   | 一般版                                                                              | 一般版 |
| 曲序     | 曲目                                                                                | 时长   |
| -------- | ----------------------------------------------------------------------------------- | ------ |
| 1.       | 真情守候 You Raise Me Up                                                            | 4:02   |
| 2.       | 當你說愛我（with 黛安娜·罗斯） When You Tell Me That You Love Me（with Diana Ross） | 3:56   |
| 3.       | 愛的驚奇 Amazing                                                                    | 2:51   |
| 4.       | 愛無所不在 That's Where You Find Love                                               | 3:46   |
| 5.       | 她回來了 She's Back                                                                 | 3:12   |
| 6.       | 亡命之徒 Desperado                                                                  | 3:38   |
| 7.       | 繽紛我的世界 Colour My World                                                        | 3:57   |
| 8.       | 此生 In This Life                                                                   | 4:10   |
| 9.       | 芳心無定所 Heart Without a Home                                                     | 4:49   |
| 10.      | 徹底感動妳 Hit You with the Real Thing                                              | 3:02   |
| 11.      | 改變心意 Change Your Mind                                                           | 3:43   |
| 总时长： | 总时长：                                                                            | 41:07  |

| 歐洲版   | 歐洲版         | 歐洲版 |
| 曲序     | 曲目           | 时长   |
| -------- | -------------- | ------ |
| 12.      | Maybe Tomorrow | 3:07   |
| 总时长： | 总时长：       | 44:16  |

## 參與名單
來源：Qobuz、Tidal
- 安德烈亞斯·羅姆丹（Andreas Romdhane） – 工程、混音工程、製作（2）
- 安德斯·约翰松（英语：Anders Johansson (drummer)） – 和聲（2）
- 安德斯·馮·霍夫斯滕（Anders Von Hofsten） – 和聲（2）
- 伯納德·洛爾（Bernard Lohr） – 混音工程（2）
- 博·瑞穆爾（Bo Reimer） – 混音工程（12）
- 卡尔·福克（英语：Carl Falk） – 混音工程、相關演出（3、7、12）；製作（3、7、10、12）；原聲吉他（7）；電吉他（7、10）；詞曲創作、程式設計（10）
- 卡爾·弗雷德里克·比約瑟（Carl-Frederick Bjorsell） – 和聲（7）；詞曲創作（10、12）
- 克里斯·法伦（英语：Chris Farren (punk musician)） – 詞曲創作（4）
- 克里斯·勞斯（Chris Laws） – 鼓、程式設計（1、4—6、8、9、11）
- 戴夫·亞奇（Dave Arch） – 編曲（1、4、6、8、9、11）；鋼琴（1、6、8、9）
- 大卫·阿什顿（Dave Ashton） – 工程（2）
- 丹·珀西（Dan Pursey） – 工程（1、4—6、8、9、11）
- 迪德里克·托特（Didrik Thott） – 和聲（2）；詞曲創作（10、12）
- 黛安娜·罗斯 – 人聲（2）
- 埃米爾·海靈（Emil Heiling） – 和聲（2、10、12）
- 歐斯比約恩·奧爾瓦爾（Esbjorn Ohrwall） – 吉他（2）
- 弗雷德里克·「Frizzy」·卡尔森（英语：Friðrik Karlsson） – 吉他（1、5、8）
- 格林漢（Graham） – 詞曲創作（1）
- 亨利·詹森（Henrik Jansson） – 編曲（3、7）、指揮（3）
- 伊恩·托馬斯（Ian Thomas） – 鼓（6、9）
- 詹姆斯·里德（James Reid） – 詞曲創作（8）
- 傑克·史考斯（Jake Schulze） – 相關演出（7）；製作、混音工程（7、10）；程式設計（10）
- 约尔根·埃洛弗松（英语：Jörgen Elofsson） – 詞曲創作（5）
- 約恩·英格斯特隆（Jörgen Ingeström） – 編曲、混音工程（12）
- 約瑟夫·拉羅西（Josef Larossi） – 工程、程式設計、製作（2）
- 卡爾·恩斯特羅姆（Karl Engström） – 程式設計（10）
- 倫納特·奥斯特伦德（Lennart Östlund） – 吉他（3）
- 勒夫兰 – 詞曲創作（1）
- 馬修·巴特蘭（Mathew Bartram） – 助理工程（4、11）
- 麥克·羅斯·崔佛（Mike Ross-Trevor） – 工程（1、6、8、9）
- 佩爾·馬格努遜（英语：Per Magnusson） – 編曲、鍵盤、製作（2）
- 保羅·詹德勒（Paul Gendler） – 吉他（4、6、9、11）
- 仁·斯旺（Ren Swan） – 工程（1、6、8）；混音（1、4—6、8、9、11）
- 羅賓·塞拉斯（Robin Sellars） – 工程（4、11）
- 羅文·羅西特（Rowen Rossiter） – 助理工程（7、10）
- 賽巴斯汀·托特（Sebastian Thott） – 詞曲創作（10、12）
- 沙凡·科提查 – 詞曲創作（3、7、10、12）；和聲（3、10）
- 夏布林（Shamblin） – 詞曲創作（8）
- 史蒂夫·麥克（英语：Steve Mac） – 製作（1、4—6、8、9、11）；鍵盤（1、4—6、8、9）；詞曲創作（4、5、9、11）；鋼琴（4）
- 史蒂夫·皮爾斯（Steve Pearce） – 貝斯（4、6）；貝斯吉他（1、8、9、11）
- 托馬斯·林德伯格（英语：Tomas Lindberg） – 原聲吉他、電吉他（7）
- The Tuff Session Singers – 合唱團（6、8）
- 烏爾夫·揚松（Ulf Jansson） – 編曲（3、7）；指揮（3）
- 韦恩·赫克托（英语：Wayne Hector） – 詞曲創作（4、9、11）

## 榜單表現
| 排行榜（2005－06年）              | 峰值 |
| --------------------------------- | ---- |
| 澳大利亞（ARIA專輯榜）            | 1    |
| 比利時法蘭德斯（Ultratop專輯榜）  | 71   |
| 丹麥（Hitlisten專輯榜）           | 19   |
| 荷蘭（MegaCharts專輯榜）          | 30   |
| 歐洲（Eurochart Hot 100）         | 5    |
| 德國（Media Control專輯榜）       | 18   |
| 愛爾蘭（IRMA專輯榜）              | 1    |
| 日本（Oricon專輯榜）              | 35   |
| 挪威（VG-lista單曲榜）            | 7    |
| 蘇格蘭（官方榜單公司單曲榜）      | 1    |
| 瑞典（Sverigetopplistan專輯榜）   | 9    |
| 瑞士（Schweizer Hitparade專輯榜） | 14   |
| 英國（OCC專輯榜）                 | 1    |

| 榜單（2005年）                  | 排名 |
| ------------------------------- | ---- |
| 愛爾蘭（IRMA專輯榜）            | 4    |
| 瑞典（Sverigetopplistan專輯榜） | 93   |
| 英國（OCC專輯榜）               | 6    |
| 榜單（2006年）                  | 排名 |
| 澳洲（ARIA專輯榜）              | 25   |
| 英國（OCC專輯榜）               | 129  |

| 排行榜（2000－09年） | 排名 |
| -------------------- | ---- |
| 英國（OCC專輯榜）    | 83   |

## 銷量認證
| 地區                                  | 认证    | 认证单位/销量 |
| ------------------------------------- | ------- | ------------- |
| 澳大利亚（澳大利亚唱片业协会）        | 白金    | 70,000^       |
| 爱尔兰（愛爾蘭唱片音樂協會）          | 8× 白金 | 120,000^      |
| 瑞典（瑞典唱片業協會）                | 金      | 30,000^       |
| 英国（英国唱片业协会）                | 4× 白金 | 1,200,000^    |
| 總計                                  |         |               |
| 欧洲（國際唱片業協會）                | 白金    | 1,000,000*    |
| *僅含認證的實際銷量 ^僅含認證的出貨量 |         |               |